# Saison 4 de The Mindy Project
Chronologie
Saison 3 Saison 5
Cet article présente les épisodes de la quatrième saison de la série télévisée américaine The Mindy Project.

## Généralités
- Aux États-Unis, cette quatrième saison est diffusée depuis le 15 septembre 2015 sur Hulu[1].
- Au Canada, la saison est diffusée à partir du 16 septembre 2015 sur le site web de Citytv[2], puis à partir du 15 novembre 2015 sur Citytv[3].

## Distribution

### Acteurs principaux
- Mindy Kaling (VF : Audrey Sablé) : Dr Mindy Lahiri
- Chris Messina (VF : Xavier Fagnon) : Dr Danny Castellano
- Ike Barinholtz (VF : Serge Faliu) : Morgan Tookers
- Ed Weeks (en) (VF : Stéphane Pouplard) : Dr Jeremy Reed
- Beth Grant (VF : Françoise Pavy) : Beverly Janoszewski
- Xosha Roquemore (VF : Fily Keita) : Tamra Webb
- Fortune Feimster (VF : Chantal Baroin) : Colette Kimball[4]

### Acteurs récurrents et invités
- Garret Dillahunt (VF : Vincent Ropion)  : Jody Kimball-Kinney[5]
- Mark Duplass (VF : Fabien Briche) : Brendan Deslaurier (épisodes 1, 2, 14 et 23)
- Jay Duplass (VF : Taric Méhani) : Duncan Deslaurier (épisodes 2, 14 et 23)
- Cristin Milioti (VF : Adeline Moreau) : Whitney (épisodes 3, 7 et 16)
- Rhea Perlman (VF : Marie-Martine) : Annette Castellano, mère de Danny (épisodes 7, 11 et 14)
- Jenny O'Hara (en) (VF : Mireille Delcroix) : Dot (épisodes 7, 11, 14 et 25)
- Adam Pally (VF : Jérémy Prévost) : Peter Prentice (épisodes 8, 10, 14 et 21)
- Tracey Wigfield (en) (VF : Caroline Pascal) : Lauren Neustadter (épisodes 10 et 21)
- Joseph Gordon-Levitt (VF : Donald Reignoux) : Matt Sherman[6] (épisode 1)
- Freida Pinto : elle-même[7] (épisode 1)
- Ajay Mehta (en) (VF : Gabriel Le Doze) : Tarun Lahiri, père de Mindy[1] (épisodes 1, 11 et 18)
- Sakina Jaffrey (VF : Nathalie Karsenti) : Sonu Lahiri, mère de Mindy[1] (épisodes 1, 11 et 18)
- Kunal Nayyar (VF : Jérôme Berthoud) : Sendhil[8] (épisode 1)
- Brooke Burke : elle-même (épisode 2)
- Eliza Coupe (VF : Laura Blanc) : Chelsea [9] (épisodes 3, 17 et 18)
- Seth Meyers (VF : Laurent Morteau) : lui-même[10] (épisode 14)
- Lauren Cohan (VF : Marie Giraudon) : Ashley (épisodes 18 et 19)
- Anders Holm (VF : Benoit Du Pac) : Casey Peerson (épisode 19)
- Ne-Yo (VF : Franck Sportis) : Marcus (épisodes 19 et 20)
- Jay R. Ferguson (VF : Boris Rehlinger) : Drew Schakowsky (épisodes 22 à 24)
- Maria Thayer (VF : Edwige Lemoine) : Courtney (épisodes 22, 23 et 25)
- Greta Gerwig : Sarah, patiente de Mindy[11] (épisode 25)

## Épisodes

### Épisode 1:Dans mes rêves
- États-Unis : 15 septembre 2015 sur Hulu[1]
- Canada : 15 novembre 2015 sur Citytv
- France : 3 juillet 2017 sur Comédie +[12]

- Joseph Gordon-Levitt (Matt)
- Freida Pinto (Elle-même)
- Ajay Mehta (en) (Tarun Lahiri, père de Mindy)
- Sakina Jaffrey (Sonu Lahiri, mère de Mindy)
- Kunal Nayyar (Sendhil)

### Épisode 2:Une césarienne sinon rien
- États-Unis : 22 septembre 2015 sur Hulu
- Canada : 22 novembre 2015 sur Citytv
- France : 3 juillet 2017 sur Comédie +

### Épisode 3:Papa poule
- États-Unis : 29 septembre 2015 sur Hulu
- Canada : 29 novembre 2015 sur Citytv
- France : 3 juillet 2017 sur Comédie +

Eliza Coupe (Chelsea)

### Épisode 4:Le retour de la garce
- États-Unis : 6 octobre 2015 sur Hulu
- Canada : 13 décembre 2015 sur Citytv
- France : 3 juillet 2017 sur Comédie +

### Épisode 5:Père au foyer désespéré
- États-Unis : 13 octobre 2015 sur Hulu
- Canada : 27 décembre 2015 sur Citytv
- France : 3 juillet 2017 sur Comédie +

### Épisode 6:En route pour la Californie
- États-Unis : 20 octobre 2015 sur Hulu
- Canada : 3 janvier 2016 sur Citytv
- France : 4 juillet 2017 sur Comédie +

### Épisode 7:Mindy et la nounou
- États-Unis : 27 octobre 2015 sur Hulu
- Canada : 10 janvier 2016 sur Citytv
- France : 4 juillet 2017 sur Comédie +

### Épisode 8:La vie sans Danny
- États-Unis : 3 novembre 2015 sur Hulu
- Canada : 17 janvier 2016 sur Citytv
- France : 4 juillet 2017 sur Comédie +

### Épisode 9:Une petite-amie contre un mari
- États-Unis : 10 novembre 2015 sur Hulu
- Canada : 24 janvier 2016 sur Citytv
- France : 5 juillet 2017 sur Comédie +

### Épisode 10:Mindy la veuve
- États-Unis : 17 novembre 2015 sur Hulu
- Canada : 31 janvier 2016 sur Citytv
- France : 5 juillet 2017 sur Comédie +

### Épisode 11:Belles-mamans
- États-Unis : 24 novembre 2015 sur Hulu
- Canada : 7 février 2016 sur Citytv
- France : 5 juillet 2017 sur Comédie +

### Épisode 12:Le piège de la maternité
- États-Unis : 1er décembre 2015 sur Hulu
- Canada : 14 février 2016 sur Citytv
- France : 6 juillet 2017 sur Comédie +

### Épisode 13:Quand Mindy rencontre Danny
- États-Unis : 8 décembre 2015 sur Hulu
- Canada : 21 février 2016 sur Citytv
- France : 6 juillet 2017 sur Comédie +

### Épisode 14:Tu veux ou tu veux pas?
- États-Unis : 12 avril 2016 sur Hulu[13]
- Canada : 14 avril 2016 sur Citytv[14]
- France : 6 juillet 2017 sur Comédie +

### Épisode 15:Fast and serious
- Canada : 21 avril 2016 sur Citytv
- États-Unis : 26 avril 2016 sur Hulu
- France : 7 juillet 2017 sur Comédie +

### Épisode 16:Mindy fait ses comptes
- États-Unis : 19 avril 2016 sur Hulu
- Canada : 28 avril 2016 sur Citytv
- France : 7 juillet 2017 sur Comédie +

### Épisode 17:Mindy Lahiri chaude comme la braise
- États-Unis : 3 mai 2016 sur Hulu
- Canada : 5 mai 2016 sur Citytv
- France : 7 juillet 2017 sur Comédie +

### Épisode 18:Bernardo et Anita
- États-Unis : 10 mai 2016 sur Hulu
- Canada : 12 mai 2016 sur Citytv
- France : 10 juillet 2017 sur Comédie +

### Épisode 19:Mindy récidiviste
- États-Unis : 17 mai 2016 sur Hulu
- Canada : 19 mai 2016 sur Citytv
- France : 10 juillet 2017 sur Comédie +

### Épisode 20:Le meilleur du meilleur
- États-Unis : 24 mai 2016 sur Hulu
- Canada : 26 mai 2016 sur Citytv
- France : 10 juillet 2017 sur Comédie +

### Épisode 21:Sous le soleil du Texas
- États-Unis : 31 mai 2016 sur Hulu
- Canada : 2 juin 2016 sur Citytv
- France : 11 juillet 2017 sur Comédie +

### Épisode 22:Retour à Princeton
- États-Unis : 7 juin 2016 sur Hulu
- Canada : 9 juin 2016 sur Citytv
- France : 11 juillet 2017 sur Comédie +

### Épisode 23:Des boules et des gourdins
- États-Unis : 14 juin 2016 sur Hulu
- Canada : 16 juin 2016 sur Citytv
- France : 11 juillet 2017 sur Comédie +

### Épisode 24:L'enfant star
- États-Unis : 21 juin 2016 sur Hulu
- Canada : 23 juin 2016 sur Citytv
- France : 12 juillet 2017 sur Comédie +

### Épisode 25:Les choses les plus simples
- États-Unis : 28 juin 2016 sur Hulu
- Canada : 30 juin 2016 sur Citytv
- France : 12 juillet 2017 sur Comédie +

### Épisode 26:Le briseur de couple
- États-Unis : 5 juillet 2016 sur Hulu
- Canada : 7 juillet 2016 sur Citytv
- France : 12 juillet 2017 sur Comédie +